# 2020年3月臺灣
| << | 2020年3月 （民國109年） | >> |    |    |    |    |
| \| 日 \| 一 \| 二 \| 三 \| 四 \| 五 \| 六 \| \| 1 \| 2 \| 3 \| 4 \| 5 \| 6 \| 7 \| \| 8 \| 9 \| 10 \| 11 \| 12 \| 13 \| 14 \| \| 15 \| 16 \| 17 \| 18 \| 19 \| 20 \| 21 \| \| 22 \| 23 \| 24 \| 25 \| 26 \| 27 \| 28 \| \| 29 \| 30 \| 31 \| \| \| \| \| \| \| \| \| \| \| \| \| |                         |    |    |    |    |    |
| 臺灣新聞動態／維基新聞 |                         |    |    |    |    |    |
| 世界／中国大陆／臺灣 |                         |    |    |    |    |    |
| 日 | 一                      | 二 | 三 | 四 | 五 | 六 |
| 1 | 2                       | 3  | 4  | 5  | 6  | 7  |
| 8 | 9                       | 10 | 11 | 12 | 13 | 14 |
| 15 | 16                      | 17 | 18 | 19 | 20 | 21 |
| 22 | 23                      | 24 | 25 | 26 | 27 | 28 |
| 29 | 30                      | 31 |    |    |    |    |
| |                         |    |    |    |    |    |

## 3月5日
- 中央流行疫情指揮中心3月2日宣布，口罩產能提升，今日起實名制口罩每人可多買1片，成人口罩購買量增為7天內3片，兒童口罩增為7天內5片。全國各據點（含全民健康保險特約藥局及衛生所）成人口罩每日提供量由400片增為600片，兒童口罩絕大部分據點都有剩餘，維持每日提供200片，仍限13歲以下兒童健保卡購買，其餘成人和兒童口罩購買原則和價格不變[1][2][3][4]。

## 3月8日
- 菸害防制法管制範圍包含了完整電子煙及所有電子煙零件。[5]

## 3月9日
- 香港籍貨輪「騏龍」在進入台北港區於晚間8時許撞翻台籍引水船「永華6號」，導致引水船上59歲楊姓船長、29歲的李姓船員2人落水死亡。[6]

## 3月13日
- 行政院會2月27日通過「中央政府嚴重特殊傳染性肺炎防治及紓困振興特別預算案」，3月13日於立法院會三讀通過。[7]
- 行政院內政部次長陳宗彥出任中央流行疫情指揮中心副指揮官[8]。

## 3月17日
- 中央流行疫情指揮中心宣布新增10名嚴重特殊傳染性肺炎確診案例，為疫情爆發以來單日新高；同時升級日本、新加坡、泰國等20國及美國華盛頓州、加利福尼亞州、紐約州之國際旅遊疫情警示至第三級，自前述國家地區返國須居家檢疫14天。[9]

- 中華民國教育部宣布全國高中以下師生禁止出境，違者將處新台幣10至100萬的罰款，並將公布其姓名[10]

## 3月18日
- 中央流行疫情指揮中心宣布新增23名嚴重特殊傳染性肺炎確診案例，為疫情爆發以來單日新高。今日新增的個案中，有21例為境外移入病例（4例與土耳其旅遊團群聚相關）、2例為本土病例[11]。

- 近期國內境外移入嚴重特殊傳染性肺炎確診個案數攀升，尤以自歐洲入境者為多，為加強防疫，中央流行疫情指揮中心今日表示，除回溯採檢有症狀者，也將回溯追蹤3月5日至14日自歐洲、埃及、土耳其與杜拜入境民眾(皆含轉機)之健康狀況，請這段期間自上述地區入境(皆含轉機)民眾配合居家檢疫，請儘速向居住所在地之鄉/鎮/市/區公所通報(電話可至各縣市政府網站查詢)，或撥打各縣市1999專線通報，由公所民政人員進行居家檢疫健康關懷。[12]
上述所稱「歐洲」為下列國家/地區：法國、德國、西班牙、葡萄牙、奧地利、荷蘭、比利時、盧森堡、丹麥、芬蘭、瑞典、斯洛伐克、斯洛維尼亞、波蘭、捷克、匈牙利、希臘、馬爾他、愛沙尼亞、拉脫維亞、立陶宛、冰島、挪威、瑞士、列支敦斯登、英國、愛爾蘭。(歐洲+埃及、土耳其、杜拜共30個國家/地區)[12]

## 3月19日
- 中央流行疫情指揮中心宣布，自臺灣標準時間19日零時起，限制所有非本國籍人士入境，事前申請核准者才予放行。所有入境者入境後都需進行居家檢疫14天[12]。

- 案59和案103所屬班級與學校已有2人確診嚴重特殊傳染性肺炎，根據防疫停課標準，該校自3月20日至27日進行全校停課。衛生單位也將針對案59教室座位周圍同學進行擴大採檢[13][14][15]。

## 3月21日
- 今日凌晨起，中央流行疫情指揮中心將全球的旅遊疫情警示升為第三級（三級，不宜前往），國人應避免所有非必要之出國旅遊，自國外入境者，需進行14天居家檢疫[16][17]。

- 中央流行疫情指揮中心今日表示，因近期台灣國內境外移入個案數攀升，將往回追溯3月8日至18日間，自美國、東亞國家入境後曾就醫者約3,000筆，通知即刻起居家檢疫，並進行 COVID-19病毒檢驗[18]。

## 3月25日
- 中央流行疫情指揮中心宣布自即日起，室內超過100人以上、室外超過500人以上的公眾集會活動建議停辦，以減低社區感染的風險[19]。

## 3月29日
- 蘭嶼漁人部落與當地六個部落舉行傳統maynganangana節慶。[20][21]

## 3月30日
- 中央流行疫情指揮中心宣布，自2020年4月9日起，口罩實名制購買規定，將改為兒童每14天10片，成人改為每14天9片，取消原先身分證號末碼單雙號分流限制，並放寬兒童、成人口罩類型限制，可依個人臉型購買[22]。
- 苗栗縣泰安鄉公所於108年7月動工的首座原鄉納骨牆完工剪綵啟用。[23]
- 發生板信商業銀行大直分行搶劫案[24]。